# Мітвіц
Мітвіц (нім. Mitwitz) — громада в Німеччині, розташована в землі Баварія. Підпорядковується адміністративному округу Верхня Франконія. Входить до складу району Кронах. Центр об'єднання громад Мітвіц.
Площа — 33,19 км2. Населення становить 2784 ос. (станом на 31 грудня 2020).